# Cazouls-lès-Béziers
Cazouls-lès-Béziers è un comune francese di 4 387 abitanti situato nel dipartimento dell'Hérault nella regione dell'Occitania.

## Società

### Evoluzione demografica
Abitanti censiti

## Galleria d'immagini

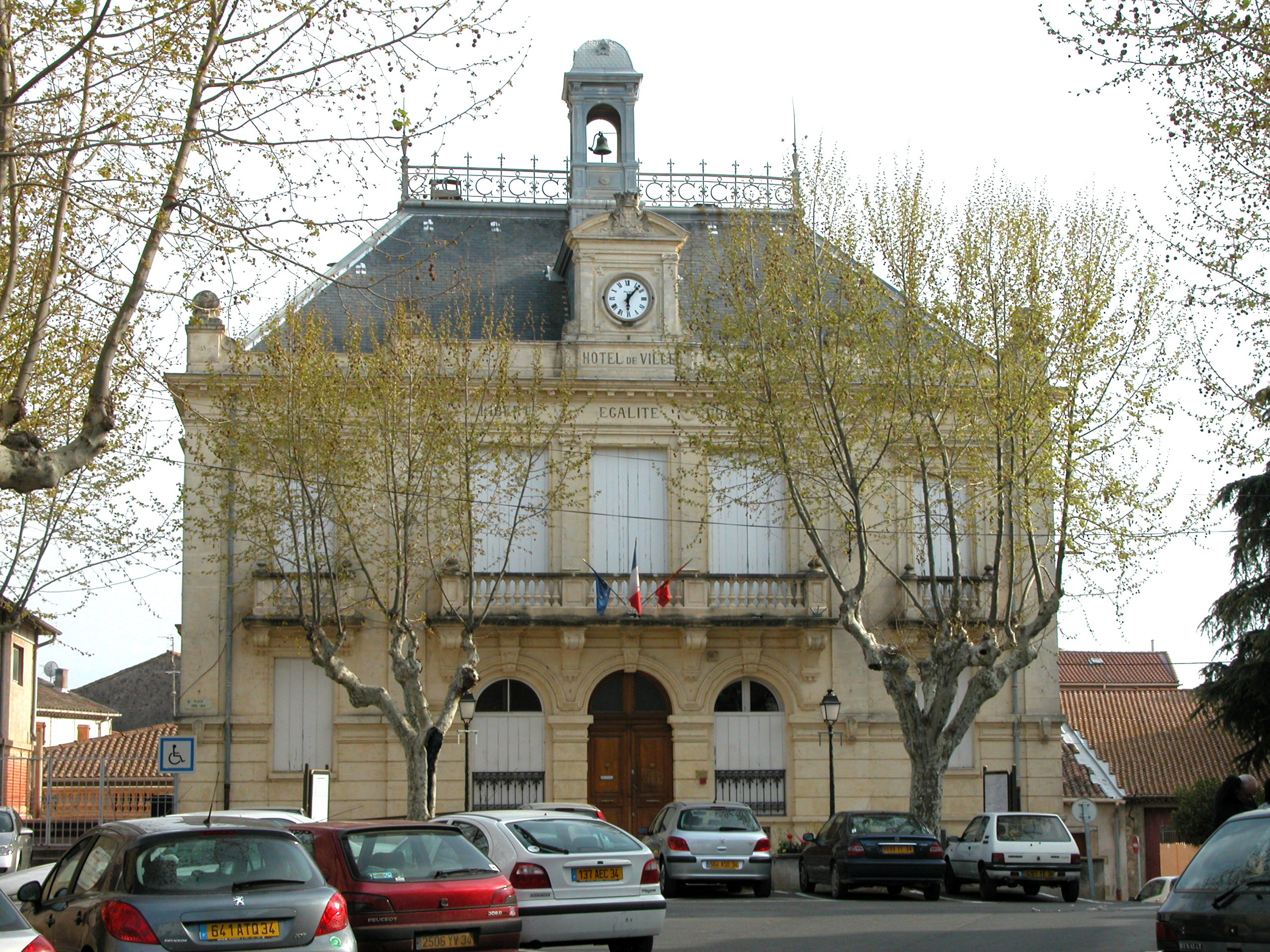
Municipio
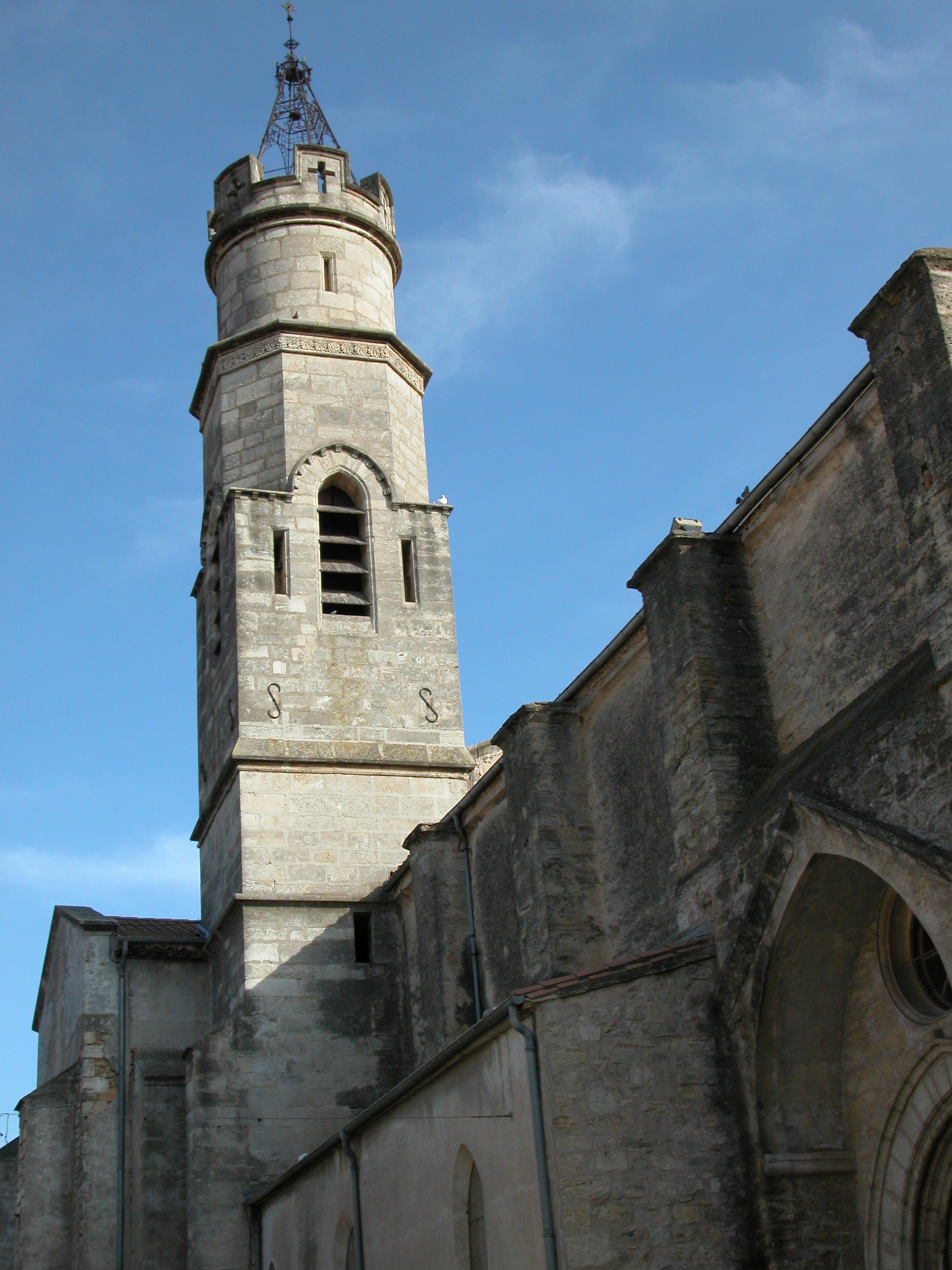
Chiesa
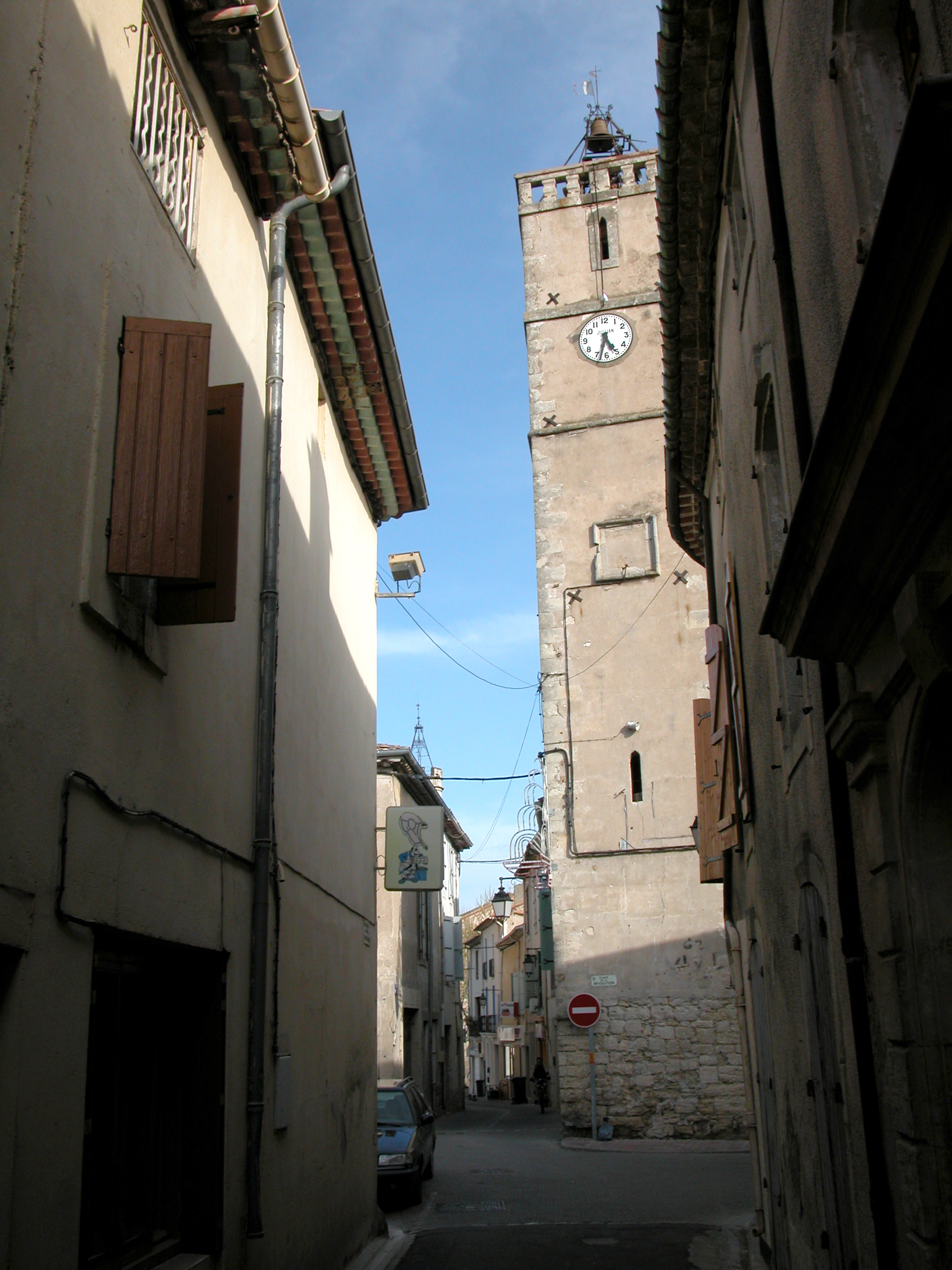
Torre dell'Orologio
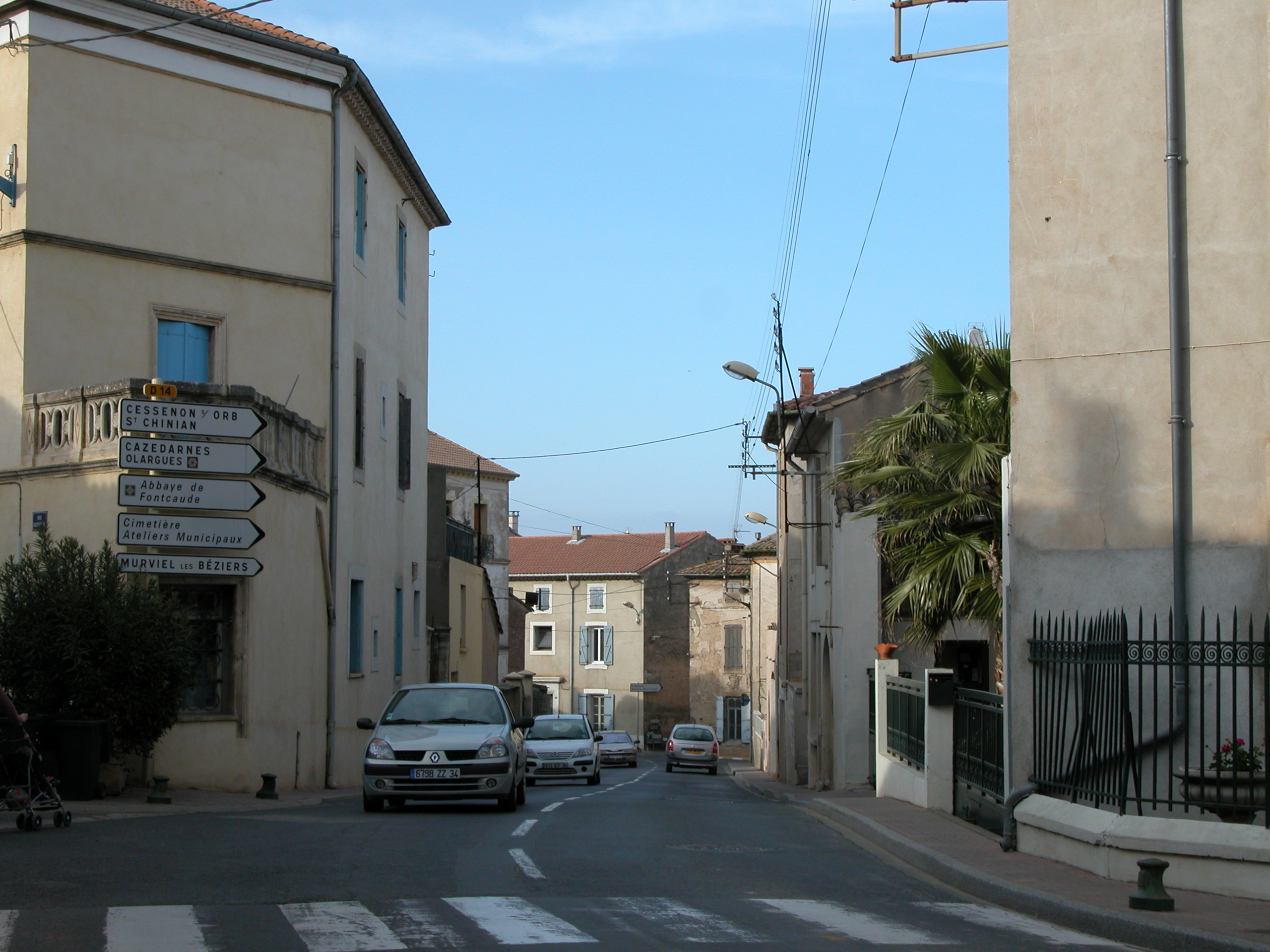
Vista del centro abitato